# Stradivari Lipinski
Lo Stradivari Lipinski (noto nel mondo anglosassone come Lipinski Stradivarius, abbreviato anche come Lipinski Strad) è un violino costruito a Cremona da Antonio Stradivari nel 1715, nel periodo d'oro (1700-1725) di Stradivari. Viene così chiamato perché appartenuto al compositore polacco Karol Lipiński.

## Storia
Si ritiene che il primo possessore noto dello strumento sia stato il compositore Giuseppe Tartini.

### Furto del 2014
Il 27 gennaio 2014 il violino è stato rubato a Frank Almond, primo violino dell'Orchestra Sinfonica di Milwaukee, al termine di un concerto; Almond è stato aggredito da un rapinatore armato di pistola elettrica. 
Il 31 gennaio è stata offerta una ricompensa di 100.000 dollari per il suo ritrovamento. Il 6 febbraio lo strumento è stato ritrovato e sono state arrestate tre persone.